# Paul Willführ
Paul Willführ (* 30. Oktober 1885 in Hannover; † 22. April 1922 ebenda) war ein deutscher Leichtathlet, der 1912 an den Olympischen Spielen teilnahm.

## Sportliche Karriere
Willführ, der neben der Leichtathletik auch in Hockey, Fußball und Tennis aktiv war, begann seine sportliche Karriere bei Eintracht Hannover. Von 1909 bis 1920 trat er für den Berliner Sport-Club an. Bei den Deutschen Meisterschaften 1908 belegte er den sechsten Platz im Diskuswurf, 1909 war er Fünfter im Kugelstoßen. Der Durchbruch an die Spitze gelang ihm bei den Meisterschaften 1911 in Dresden, als er hinter Emil Welz den zweiten Platz im Diskuswurf erreichte. Im Speerwurf war Willführ 1911 mit 50,72 m der erste Deutsche Meister überhaupt.
Bei den Olympischen Spielen 1912 in Stockholm war er in drei Wurfdisziplinen gemeldet. Im Speerwurf belegte er den 23. Platz, mit der Kugel erreichte er den 18. Rang. Eine Leistung im Diskuswurf ist nicht bekannt. Einen Monat nach den Olympischen Spielen fanden in Duisburg die Deutschen Meisterschaften statt. Willführ war Zweiter im Kugelstoßen hinter Franz Buchholz und Dritter im Diskuswurf. 1913 und 1915 gewann Willführ den Deutschen Meistertitel im Diskuswurf. Im Speerwurf war er 1915 noch einmal Zweiter hinter Richard Kahl.
Der Zollsekretär Paul Willführ starb 1922 an den Folgen einer Operation.

## Bestleistungen
- Kugel: 11,84 m am 4. August 1912 in Berlin
- Diskus: 41,65 m am 20. Juli 1913 in Hannover
- Speer: 53,33 m am 19. Mai 1912 in Berlin